# Bloomberg Tower
731 Lexington Avenue, auch Bloomberg Tower, ist ein Wolkenkratzer und Gebäudekomplex in Manhattan in der Metropole New York City, USA. Er ist der Hauptsitz des Medienunternehmens Bloomberg.

## Beschreibung
Der offiziell nach seiner Adresse benannte Wohn- und Bürokomplex befindet sich in der Lexington Avenue im Viertel Turtle Bay in Midtown East und nimmt einen ganzen Block zwischen der Lexington Avenue und Third Avenue sowie zwischen der East 58th Street und East 59th Street ein. An der 59th Street befindet sich im Gebäudesockel ein Zugang zur Station 59 Lexington Avenue der New York City Subway, die von den U-Bahn-Linien  bedient wird.
Der vom Architekten César Pelli entworfene Bau wurde im Jahr 2001 begonnen und nach vier Jahren Bauzeit 2005 abgeschlossen. Bauherr und Eigentümer ist der Immobilien-Treuhandfonds Vornado Realty Trust. Der Komplex besteht aus dem 55-stöckigen Wolkenkratzer an der Lexington Avenue und einem weiteren neunstöckigen Hochhaus an der Third Avenue, die über einem Büro- und Einzelhandelsbereich errichtet und mit einem Atrium verbunden sind. Das siebenstöckiges Atrium, das eine um 7° nach innen geneigte Fassade besitzt, ist nach oben und zur 58th Street hin offen und besitzt einen Durchgang zur 59th Street. Die Höhe des Turms beträgt 245,7 Meter (806 Fuß), einschließlich der Dachantenne annähernd 287 Meter. Die Antenne wird jedoch nicht als Bestandteil der Gebäudearchitektur gewertet, anders als Turmspitzen. Der Turm stand 2024 an 44. Stelle in der Liste der höchsten Gebäude in New York. Der Wolkenkratzer besitzt im unteren Bereich Büros und im oberen Bereich in den Etagen 31 bis 53 insgesamt 105 Eigentumswohnungen. Auf der 30. Etage befinden sich die Freizeiteinrichtungen für die Bewohner, darunter ein Fitnesscenter, eine Unterhaltungssuite, eine Küche, ein Spielzimmer und ein Businesscenter. An der Basis besteht das Gebäude aus einem Stahlrahmen, während es darüber in Stahlbetonkonstruktion errichtet wurde.
Das Gebäude dient als Hauptsitz der namensgebenden Bloomberg L.P., einem von dem ehemaligen New Yorker Bürgermeister Michael Bloomberg 1981 gegründeten Medienunternehmen und beherbergt unter anderem ein Bloomberg-Television-Studio. Der Moderator Charlie Rose produzierte hier bis 2017 seine gleichnamige Talkshow. Zu den Mietern der Einzelhandelsflächen gehören unter anderem The Home Depot, Citibank, Bank of America, Tempur-Pedic und Laderach Chocolatier Suisse sowie das chinesische Restaurant „Hutong“. In der Nachhaltigkeit hat das Gebäude im Juni 2023 vom U.S. Green Building Council die LEEDv4 Gold-Zertifizierung erhalten.

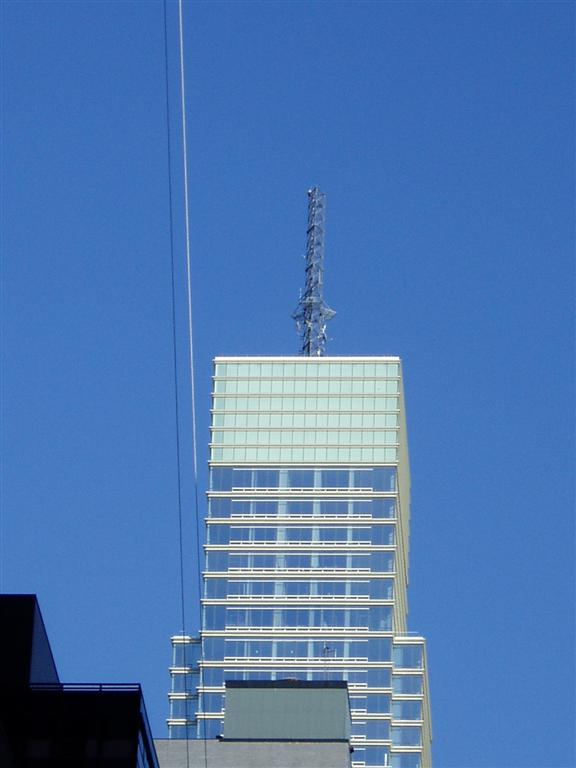
Ansicht des oberen Bereichs des Turms einschließlich der Antenne

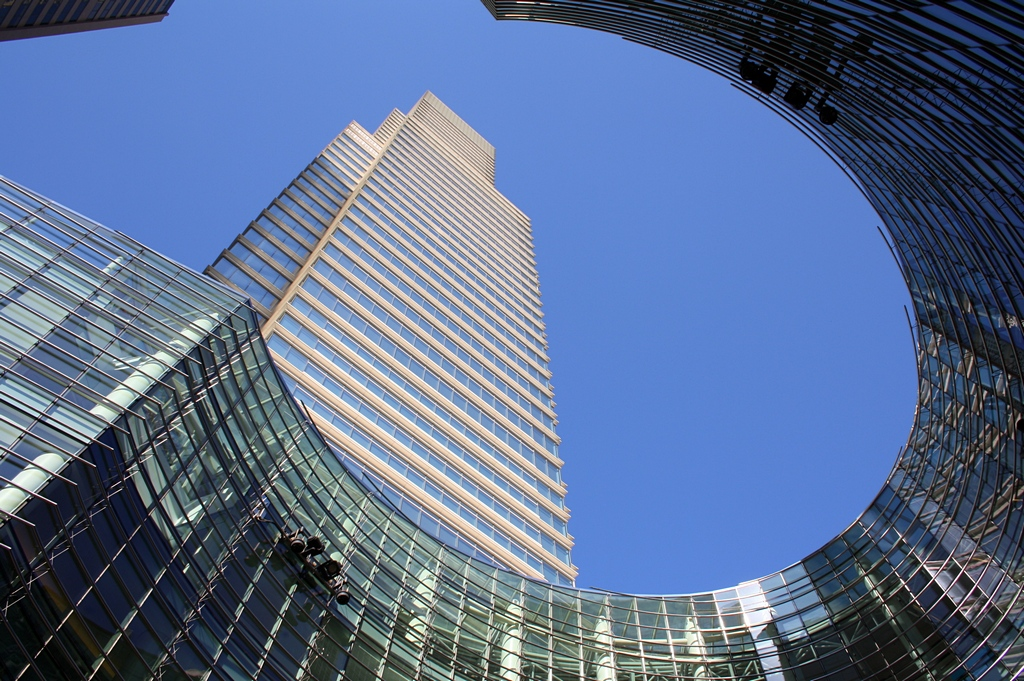
Blick aus dem Atrium zum Tower